# Pere d'Alcàntara
Pere d'Alcàntara, o en castellà Pedro de Alcántara (Alcántara, 1499 - Arenas de San Pedro, 18 d'octubre de 1562) va ser un frare franciscà observant de tendència reformadora; va ser una de les figures fonamentals de la reforma franciscana i de l'Orde de Frares Menors Descalços. És venerat com a sant per l'Església catòlica.

## Vida
Va néixer com a Juan de Garavito y Vilela de Sanabria al si d'una família noble. Els seus pares Alonso Garavito i María Vilela de Sanabria y Maldonado, van viure a Villaturiel, un poble proper a León, a mitjans del segle xv, en una casa situada a l'esquerra de la porta principal de l'ermita, si ens situem davant d'aquesta. Va estudiar Dret a la Universitat de Salamanca, però abandonà els estudis i prengué l'hàbit franciscà en 1515 al convent de San Francisco de los Majarretes, prop de Valencia de Alcántara i pertanyent a l'estricta observança de l'orde. Allí va prendre el nom de Pedro de Alcántara.
Descontent amb la vida relaxada del convent, va retirar-se a viure la regla franciscana d'una manera més austera i rigorosa, d'acord amb l'esperit fundacional de l'orde. Va fundar el convent d'El Palancar, anomenat el convent més petit del món, prop de Pedroso de Acim.
El 1521 va ser enviat a fundar una nova comunitat observant a Badajoz. El 1524 va ser ordenat sacerdot i l'any següent va ser elegit Padre guardián del convent de Santa María de los Ángeles de Robredillo.

### Reforma dels franciscans descalços
La branca reformada els Frares Menors Descalços tenia, quan Pere hi ingressà, els convents espanyols i la Custòdia de Santa Maria de la Pietat, a Portugal, sota la jurisdicció del general dels franciscans observants.
En 1538, Pere va ser elegit ministre de la Província de San Gabriel de l'orde franciscà. Llavors va redactar les Constitucions dels membres de la Més Estricta Observança, que havien d'ésser discutides al capítol general de Plasència el 1540. L'oposició als seus ideals de pobresa va ser tan gran que va renunciar a l'encàrrec i es retirà amb sant Joan d'Àvila a les muntanyes d'Arrábida, en Portugal, on s'uní al pare Martin de Santa Maria, que hi portava vida eremítica. Aviat s'hi uniren altres frares i s'hi establiren algunes comunitats; Pere va ser el guardià i mestre de novicis de la del convento de Pallais. El 1560 les comunitats van formar la Província de l'Arràbida.
Va tornar a Castella en 1553, retirat en solitud. Després de dos anys, va viatjar a peu, descalç, fins a Roma, on obtingué el permís de Juli III per a fundar alguns convents franciscans descalçosa Castella sota la jurisdicció del general dels Frares Menors Conventuals. Així, es van fundar els convents de Pedrosa, Plasencia i altres, que en 1556 es van agrupar en un comissariat del qual Pere va ser-ne el superior. El 1561 van formar una província anomenada de Sant Josep.
Pere va escriure les constitucions de la nova província, molt rigoroses, i la reforma es va difondre ràpidament per Espanya i Portugal; els frares eren coneguts com a alcantarins.
El 1562, però, la província de Sant Josep va ser posada sota la jurisdicció del general dels frares menors observants i se'n crearen les custòdies de Sant Joan Baptista (a València) i la de Sant Simó a Galícia.

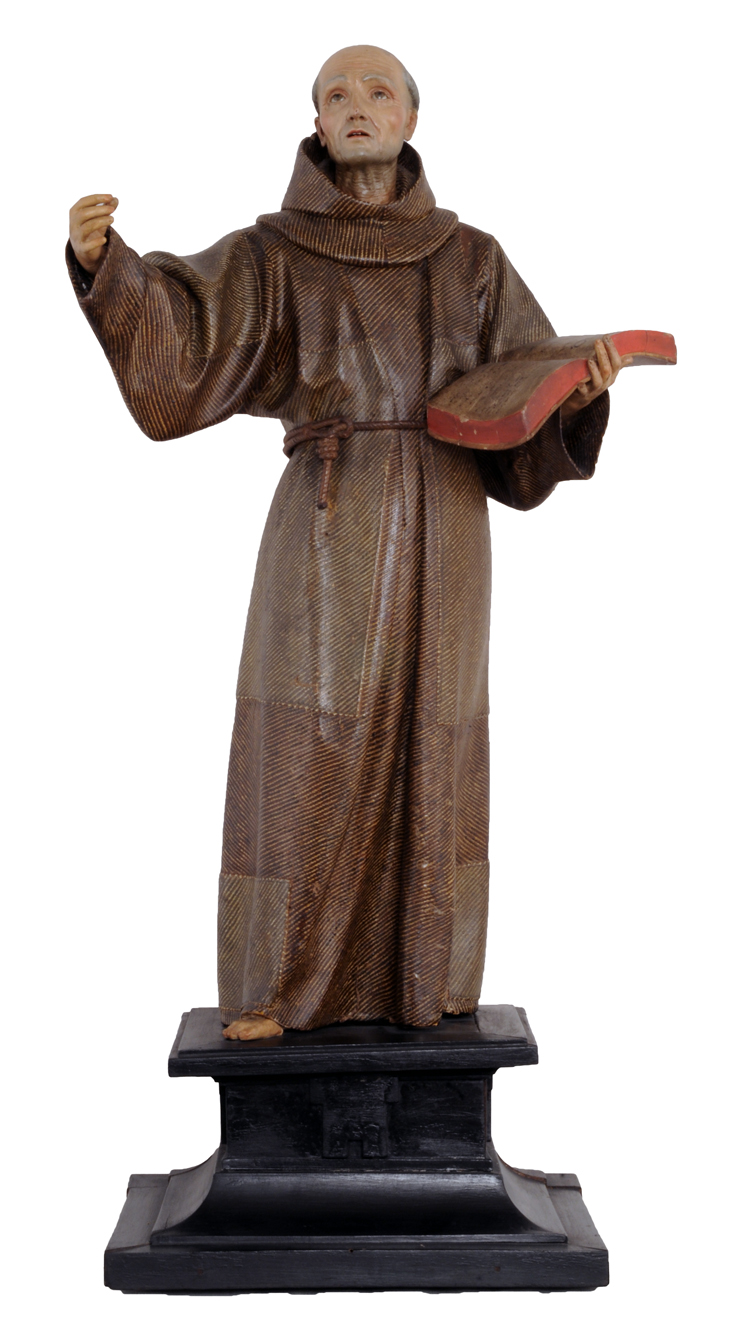
Sant Pere d'Alcàntara (Pedro de Mena) (MNAC i Museu Marès)
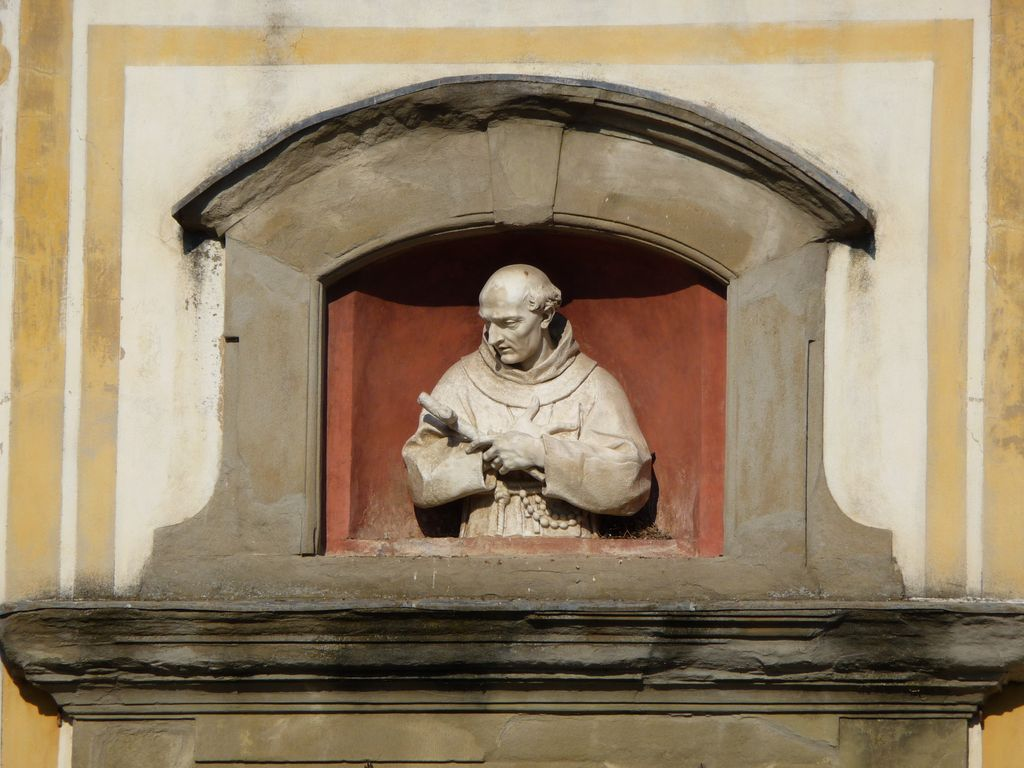
Bust del sant a Santi Quirico, Lucia e Pietro d'Alcantara, Montelupo Fiorentino (Toscana)
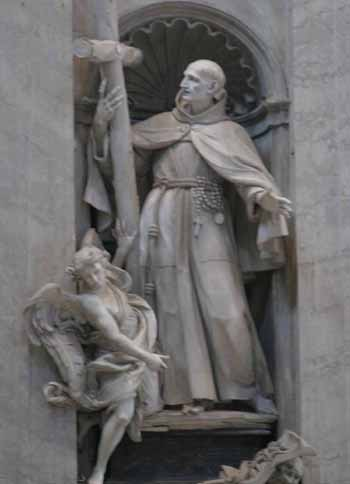
Escultura de Francisco Vergara, 1753, a Sant Pere del Vaticà
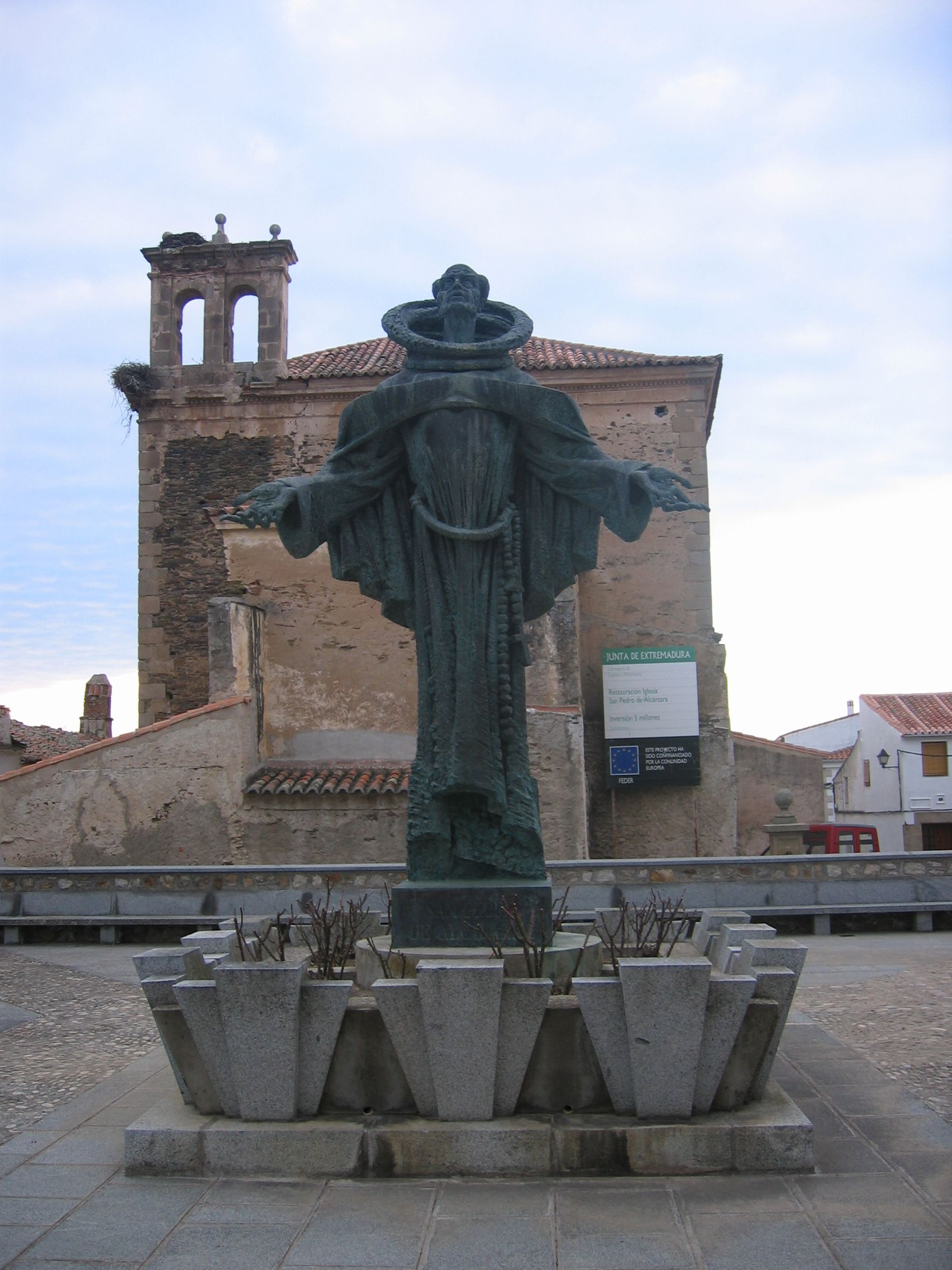
Monument al sant a Alcántara, per Navarro Gabaldón, s. XX
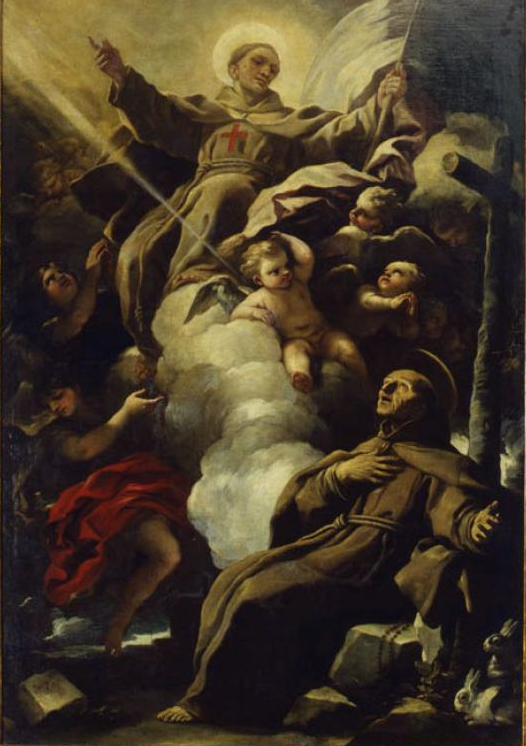
Aparició de Joan de Capistrano a Pere d'Alcàntara per Luca Giordano, s. XVIII

## Coneixences, obra i mort
Conegut per la seva vida de penitència, era un gran predicador i el poble quedava encantat amb els seus sermons. A partir del Libro de la oración y meditación de Luis de Granada, va fer-ne una versió reduïda i popular, el Tratado de la oración y meditación, que va tenir molta difusió. També va escriure un Tratado de oración, traduït a diverses llengües, i moltes cartes de contingut espiritual, especialment adreçades a Santa Teresa.
Tenia moltes relacions amb altres persones i feia llargs viatges, especialment per Extremadura i Portugal. El rei Carles I el va cridar al seu retir del Monestir de Yuste perquè fos el seu confessor, però el frare no va voler acceptar-ho. El 1560 va trobar Santa Teresa de Jesús a casa de Guiomar de Ulloa i van parlar d'una nova fundació d'un convent franciscà reformat a Arenas. Pere d'Alcàntara va serenar l'esperit de Teresa i van fer-se amics sincers: des de llavors, ell va orientar i guiar Teresa per a iniciar la reforma de l'Orde Carmelita i va ajudar-la en la fundació del convent de Sant José d'Àvila.Al seu torn, Pere va obrir-se a Teresa, que esdevindrà el seu primer biògraf, ja que n'explicà la trajectòria a la seva Vida.
Probablement llavors, Pere coneix l'ermita de San Andrés del Monte, molt a prop d'Arenas, que hom va oferir-li perquè fes un nou convent de franciscans descalços. Pere va fixar-hi la seva residència en 1562, i des d'allí, en un ase, anava a les fundacions d'Oropesa, Àvila o N. Sra. del Rosario.
El 12 d'octubre de 1562 va caure malalt i és traslladat a Arenas, on vol morir amb els seus germans de religió. Va morir-hi el 18 d'octubre, després de dir: «¡Qué alegría cuando me dijeron, vamos a la casa del Señor!»

## Veneració
Va morir en olor de santedat i només conèixer-ho, les gents de la comarca van anar a veure'n el cos i demanar-li la intercessió davant Déu. Va ser enterrat a l'església del convent anomenat llavors de San Andrés del Monte.
Va ser beatificat el 18 d'abril de 1622 per Gregori XV i la vila el va declarar patró. Quan va ser canonitzat, el 28 d'abril de 1669, Arenas va canviar el seu nom pel d'Arenas de San Pedro, en homenatge al sant.

### Tradicions llegendàries
En ser un sant popular, es van crear diverses llegendes al seu voltant. Així, va travessar el riu Tiétar caminant per sobre l'aigua, no es mullava quan plovia o, en tornar d'Àvila per la muntanya, al mig d'una gran nevada, la neu formava com una cavitat entorn seu, per tal de no tocar-lo.